# Jacques-Germain Soufflot

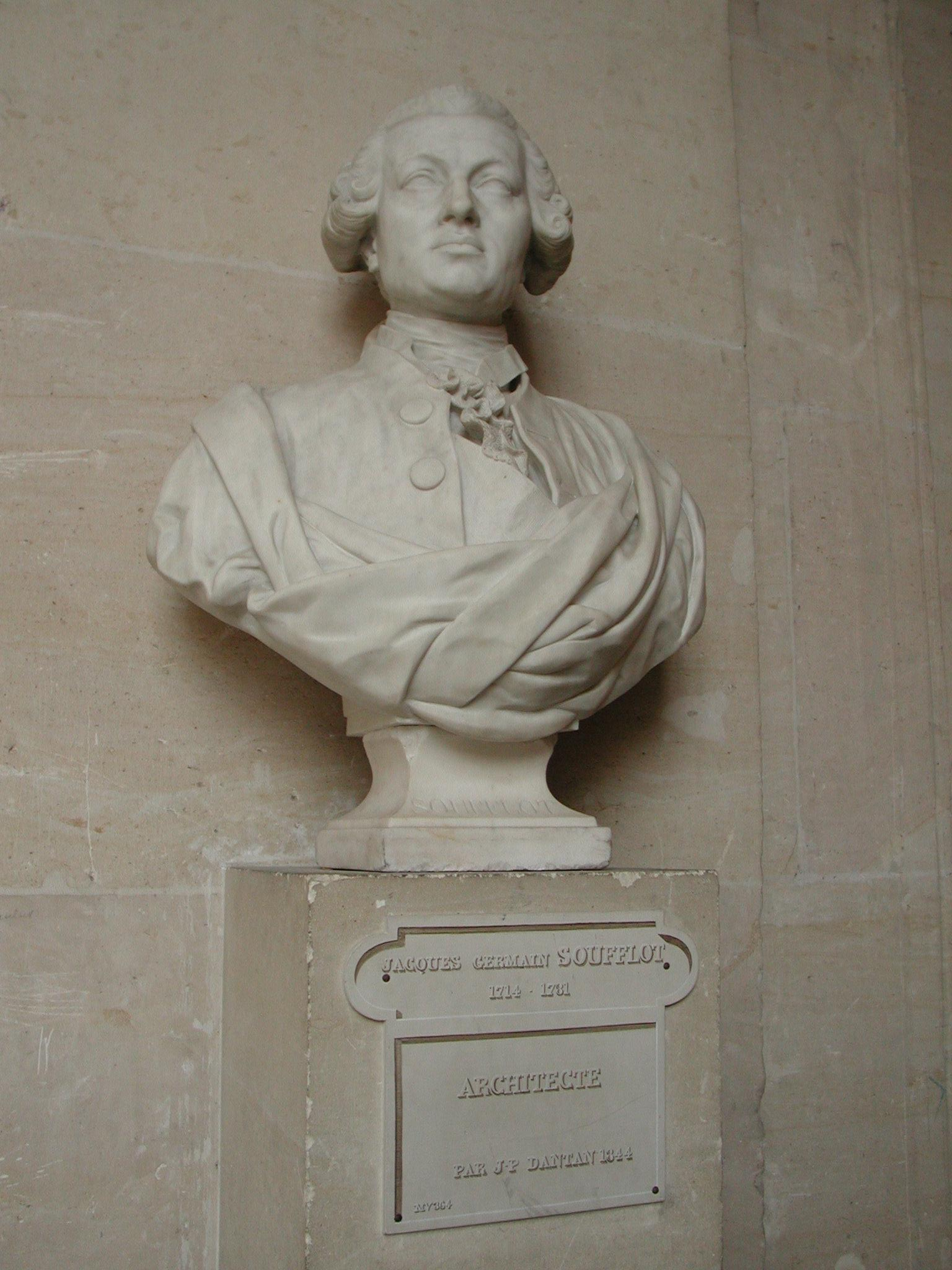
Jacques Germain Soufflot

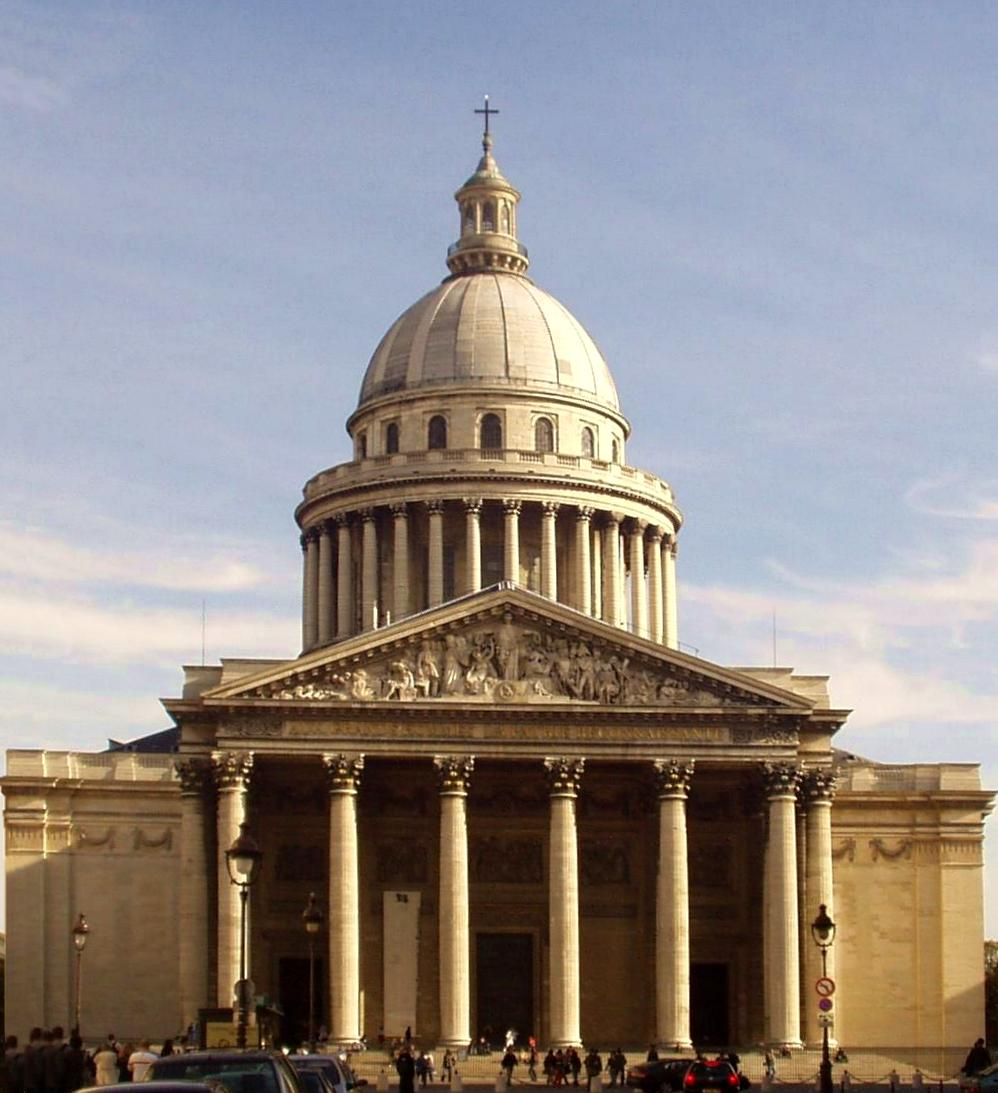
Panteonul, Paris

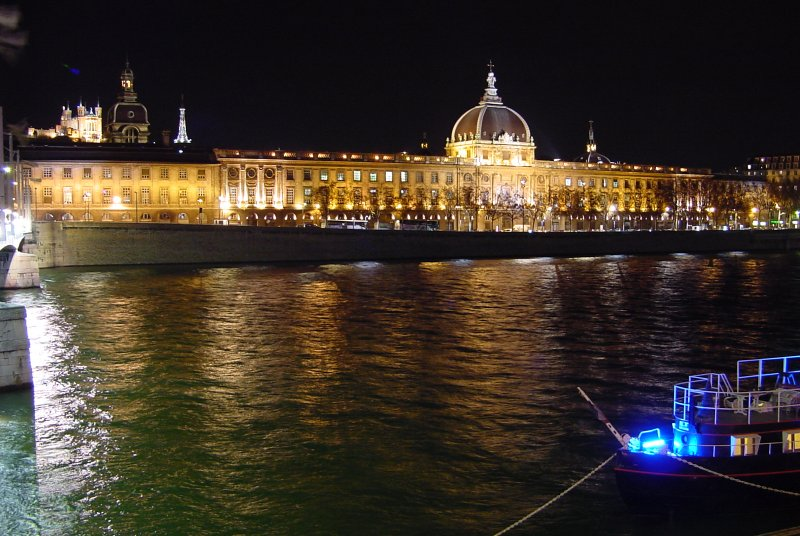
Hôtel-Dieu, Lyon

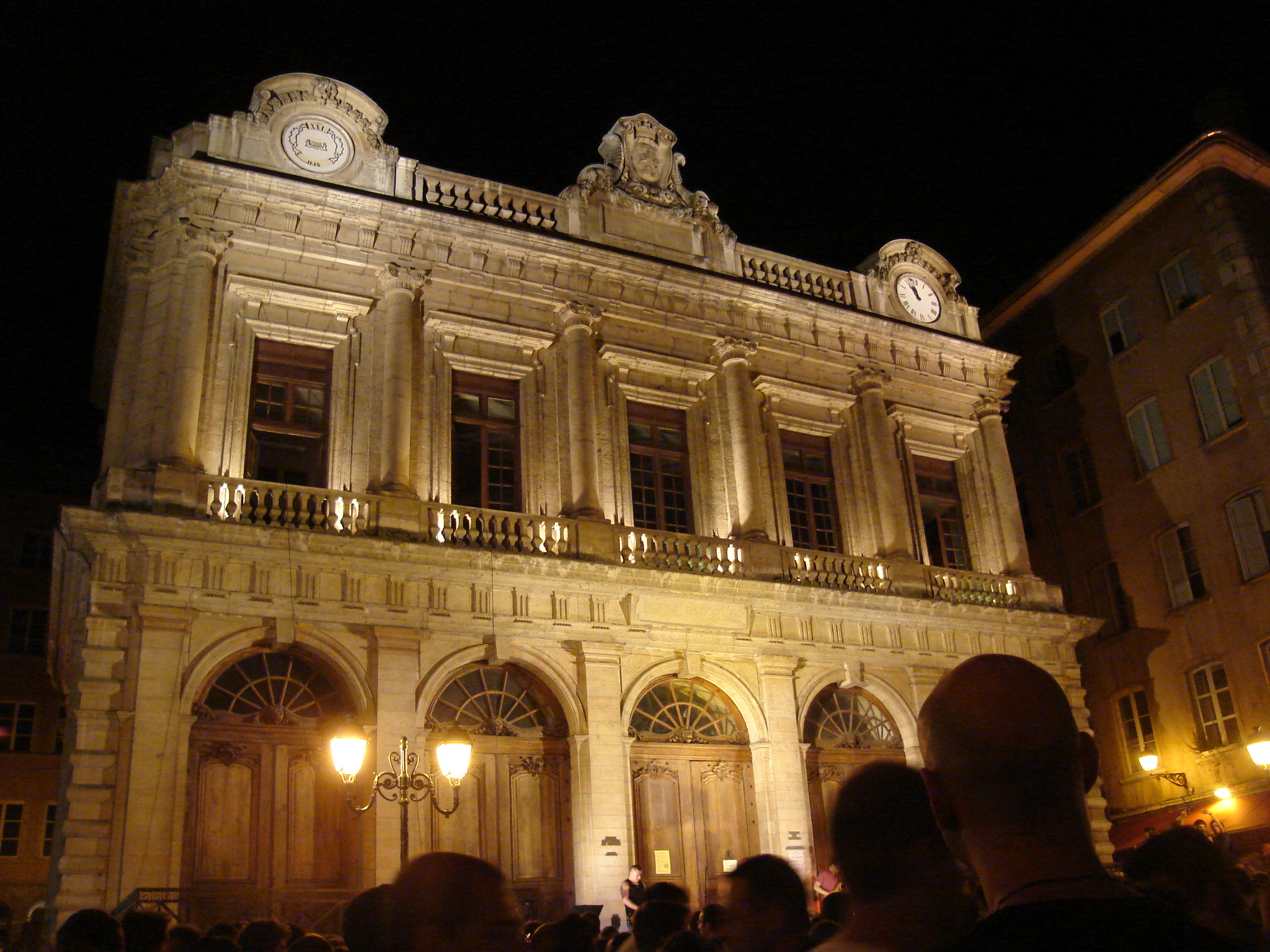
Temple du Change

Jacques-Germain Soufflot (n. 22 iulie 1713, Irancy, Auxerre - 29 august 1780, Paris) a fost un arhitect francez, care a avut o influență profundă asupra neoclasicismului.

## Viață
Soufflot a studiat la Roma, ridică apoi la Lyon Hôtel Dieu și merge în 1750 a doua oară în Italia. După întoarcere începe principala sa lucrare, biserica Sainte-Geneviève din Paris (azi Panteonul din Paris). Ridică sacristia catedralei Notre-Dame din Paris. 
Soufflot moare cinci săptămâni după ce împlinea 67 de ani pe 29 august 1780 în Paris. Rămășițele lui au fost transportate în 1829 în Panteonul din Paris.

## Opere
- 1736-1750: Mărirea bisericii Saint-Bruno-des-Chartreuse, Lyon
- 1741–1748: Fațada la "Hôtel-Dieu",  Lyon
- 1747–1750: Reconstrucția "Temple du Change" sau "Loge des Changes", Lyon
- 1754–1756: Teatrul Quartier Saint-Clair, Lyon
- 1757–1790: Biserica Sainte-Geneviève, Paris. Încheiată dupa moartea lui Soufflot
- 1764: Reconstrucția Castelului din Menars (Loir-et-Cher) pentru Abel-François Poisson de Vandières, Marquis de Marigny, fratele marchizei Madame de Pompadour.
- 1765: Reconstrucția Palais Bourbon, Paris
- 1768–1771: "Hôtel Marigny", Paris, pentru Marquis de Marigny. Distrus.
- 1766–1775: Parte din "Hôtel de la Marine", Paris, Place de la Concorde
- 1771–1783: Ecole de Droit (azi:Facultatea de Științe Juridice), Paris.
- 1775: Fontaine de la Croix-du-Tahoir, Paris (împreună cu Louis-Simon Boizot)
- 1777: Nymphae pentru castelul "La Faisanderie", Chatou